# 봉화중학교 (서울)
봉화중학교(鳳和中學校)는 대한민국 서울특별시 중랑구 망우동에 있는 공립 중학교이다.

## 학교 연혁
- 1984년 11월 30일 : 봉화중학교 남, 여 공립으로 설립인가(40학급)
- 1985년 3월 1일 : 초대 이일훈 교장 취임
- 1985년 3월 5일 : 제1회 입학식(남 382명, 여 590명 합계 972명)
- 1985년 3월 5일 : 개교식
- 1988년 2월 13일 : 제1회 졸업식(남 371명, 여 570명 합계 941명)
- 2022년 9월 1일 : 제14대 손용 교장 취임
- 2023년 1월 6일 : 제36회 졸업식(남 66명, 여 34명 합계 100명, 누계 14,380명)
- 2023년 3월 2일 : 제39회 입학식(남 68명, 여 22명 합계 90명)

## 참고 자료
- 봉화중학교 - 한국교육학술정보원 학교알리미